# Хара-Бырка
Хара-Бырка — село в Оловяннинском районе Забайкальского края России. Административный центр и единственный населённый пункт сельского поселения «Хара-Быркинское». Основано в 1870 году

## География
Село находится в западной части района, на левом берегу реки Бырка (приток Турги), на расстоянии примерно 22 км (по прямой) к востоку от посёлка городского типа Оловянная, административного центра района. Абсолютная высота — 837 м над уровнем моря.
Климат
Климат характеризуется как резко континентальный, с большими колебаниями средних температур зимних и летних месяцев, а также резкими колебаниями температур в течение одних суток. Среднегодовая температура воздуха составляет −1,4 °С. Абсолютный максимум температуры воздуха — 39,2 °С; абсолютный минимум — −45,5 °С. Среднегодовое количество осадков — 342 мм.
Часовой пояс
Село Хара-Бырка находится в часовой зоне МСК+6. Смещение применяемого времени относительно UTC составляет +9:00.

## Население
| 2010 | 2012 | 2013 | 2014 | 2015 | 2016 | 2017 |
| ---- | ---- | ---- | ---- | ---- | ---- | ---- |
| 568  | ↘540 | ↘514 | ↘483 | ↘462 | ↘433 | ↘416 |
| 2018 | 2019 | 2020 | 2021 |      |      |      |
| ↘409 | ↘383 | ↘369 | ↘261 |      |      |      |

Половой состав
По данным Всероссийской переписи населения 2010 года, в гендерной структуре населения мужчины составляли 52,6 %, женщины — соответственно 47,4 %.
Национальный состав
Согласно результатам переписи 2002 года, в национальной структуре населения русские составляли 85 % из 696 чел.

## Улицы
| - ул. Бушулейная, - ул. Мира, - ул. Молодёжная, | - ул. Первомайская, - ул. Советская, - ул. Юбилейная. |